# Al Jazīrat al Khaḑrā'
Al Jazīrat al Khaḑrā' är en ö i Egypten.   Den ligger i guvernementet Assuan, i den nordöstra delen av landet, 120 km öster om huvudstaden Kairo.